# Município de Greene (condado de Trumbull, Ohio)
O município de Greene (em inglês: Greene Township) é um município localizado no condado de Trumbull no estado estadounidense de Ohio. No ano de 2010 tinha uma população de 1015 habitantes e uma densidade populacional de 14,86 pessoas por km².

## Geografia
O município de Greene encontra-se localizado nas coordenadas 41° 27′ 48″ N, 80° 45′ 41″ O. Segundo o Departamento do Censo dos Estados Unidos, o município tem uma superfície total de 68.32 km², da qual 62,15 km² correspondem a terra firme e (9,03 %) 6,17 km² é água.

## Demografia
Segundo o censo de 2010, tinha 1015 pessoas residindo no município de Greene. A densidade populacional era de 14,86 hab./km².